# Апологія (Апулей)
«Апологія, або промова на захист самого себе від звинувачення в магії» (лат. Apologia, sive Pro se de magia liber) — самозахисна судова промова давньоримського письменника Апулея, яку він прочитав на процесі за звинуваченням його в заняттях магією. Процес закінчився виправданням Апулея, а сама промова через її високі риторичні якості неодноразово переписувалася і повністю дійшла до наших днів.

## Час створення
На відміну від часу створення «Метаморфоз», про які серед вчених тривають суперечки, «Апологія» датується досить точно. Як випливає з самої промови, головою суду був Клавдій Максим, проконсул римської провінції Африка. Згідно з римськими анналами Клавдій Максим займав цей пост у 155—158 роках н. е. До цих років відноситься і час судового процесу. Як далі випливає з тексту, Апулею в цей час було близько 30 років.

## Судовий процес

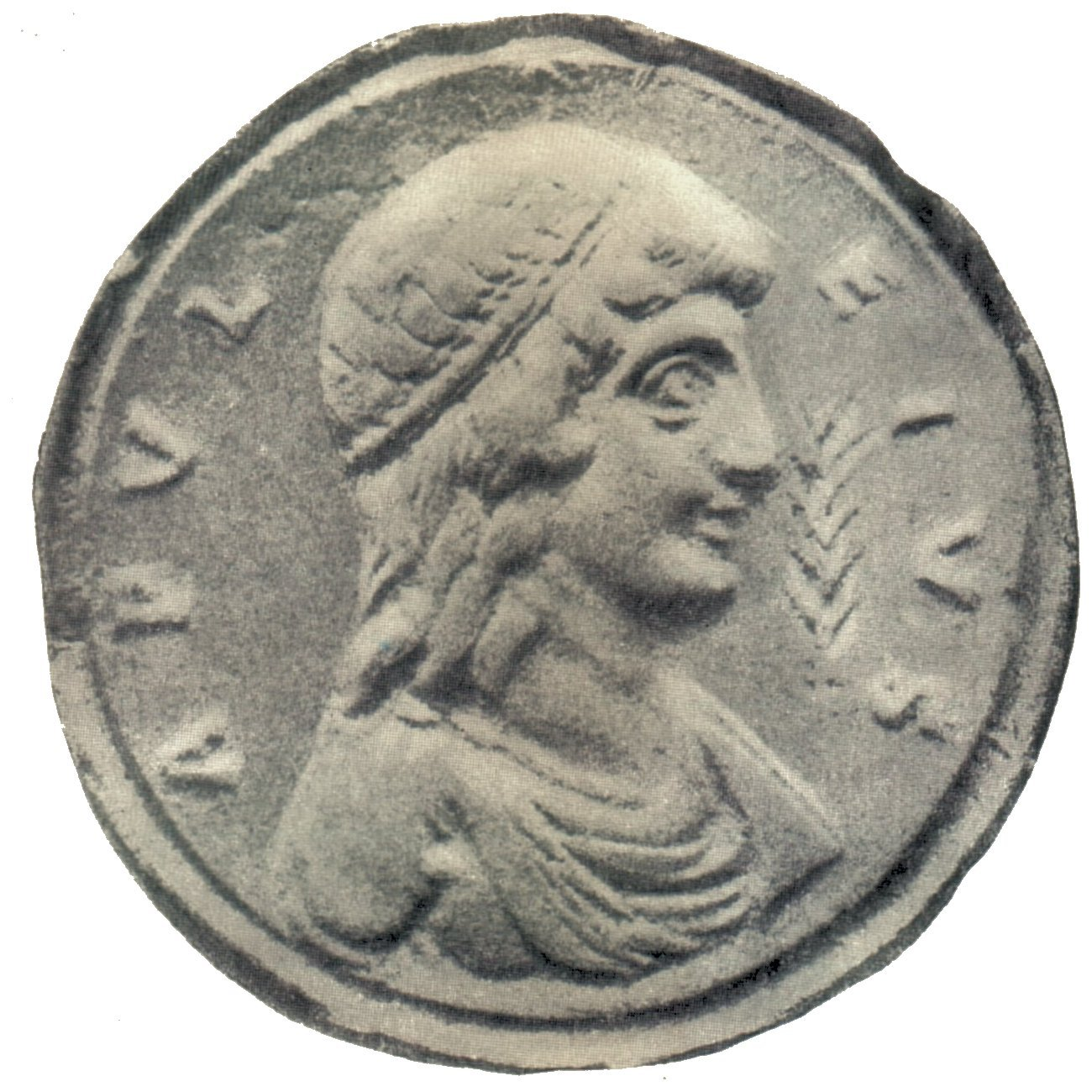
Апулей (?). Конторніат (пам'ятний медальйон) IV—V століть

### Передісторія
Закінчивши навчання мові та філософії в Римі, Апулей деякий час жив там, заробляючи написанням промов для судових процесів. Однак життя в столиці імперії виявилося йому не по коштах, і він повернувся до рідного Мадавру в провінції Африка. Це місто в сучасному Алжирі тоді перебувало на кордоні Нумідії і володінь туарегів («гетули» в античних джерелах), тому в текстах Апулей часом називає себе «напівнумідійцем-напівгетулом».
Десь у 155—158 роках н. е. Апулей, якому на той час було близько 30 років, здійснив подорож до Александрії, але по дорозі тяжко захворів і зупинився на лікування в місті Ея (територія сучасного Триполі). Там він зустрів свого колишнього товариша по Афінам Понтіана. Його мати Пудентілла була багатою вдовою років за сорок. За ініціативою Понтіана Апулей зустрівся з Пудентіллою і зробив їй пропозицію вийти за нього заміж, на що жінка відповіла згодою. Це викликало крайню досаду родичів першого чоловіка Пудентілли, які самі розраховували на її статок. Від першого шлюбу Пудентілла мала двох синів. Старший з них, той самий Понтіан, був одружений на дочці якогось Руфіна, про яку Апулей у своїй промові відгукується вкрай негативно. Молодший, на ім'я Пудент, підпав під вплив Сицилія Еміліана, брата першого чоловіка Пудентілли. Досить скоро після шлюбу Апулея і Пудентілли (точний термін в промові не вказується) новий пасинок Апулея Понтіан помер, і Руфін з Сицилієм Еміліаном побачили тут свій шанс поквитатися з щасливим іноземцем. В один із днів, коли Апулей прийшов до суду у справі якихось Граніїв, Руфін і Сицилій Еміліан в грубій формі вручили йому повістку за звинуваченням у заняттях магією, що спричинили смерть або загрозу смерті кількох осіб. Позивачем же був поставлений неповнолітній Пудент. Заява була розглянута судом Сабрати, де і відбувся судовий процес.

### Звинувачення
Ще на стадії попереднього розслідування звинувачення відмовилося від співучасті Апулея в смерті пасинка, оскільки вона була викликана об'єктивними причинами. Чому Понтіан, якому було років 20-25, помер настільки рано, в промові прямо не пояснюється. Апулей тільки неодноразово згадує «розбещеність і сластолюбство» колишньої дружини Понтіана. В остаточному ж позові було заявлено, що Апулей займається магією, в тому числі катопромантією (ворожінням на дзеркалах), ворожінням на нутрощах тварин, використанням замовлянь та інших магічних прийомів. Одним з головних доказів магічних дій обвинуваченого називалася швидка згода Пудентілли на шлюб з Апулеєм, коли як кілька років перед цим вона відмовлялася від усіх пропозицій. Як пише Марія Грабар-Пассек:

<…> нібито потрібні магічні заклинання, а не суто життєві міркування, щоб сорокарічна вдова вийшла заміж за гарного освіченого іноземця молодшого за себе на 10—15 років, а він би погодився на цей нерівний шлюб через відомі матеріальні вигоди та спокійне життя, які цей шлюб надавав йому.

Таким чином, весь процес в Сабраті був певною мірою театральною виставою, яка, втім, могла закінчитися для Апулея трагічно. Найбільш небезпечним було звинувачення в тому, що той приводив в будинок якогось хлопчика-раба і вводив його в несвідомий стан для отримання прорікань, а також звинувачення в зберіганні у будинку магічних і небезпечних для життя предметів. Якщо інші «злочини» загрожували максимум грошовими штрафами, останні виводили справу до частини 6-ї «Закону Корнелія про вбивць і отруйників» (лат. lex Cornelia de sicariis et veneficis): «смерть або пряма загроза життю внаслідок протиправних дій через навмисну хитрість». Самі укладачі Закону зовсім не мали на увазі магію, а просто впорядкували типи умисних вбивств і навмисного ж заподіяння шкоди здоров'ю. Наприклад, частина 1-а визначала покарання за збройне вбивство громадянин в межах Риму і в радіусі милі навколо нього. Однак за часів Апулея частина 6-я цього закону часто трактувалася з метою боротьби з неофіційними магами та віщунами, а ще пізніше для боротьби з релігійним інакомисленням. Статті lex Cornelia карали смертю, і Апулей особливу увагу звернув на спростування саме цих звинувачень, кілька разів згадавши в промові й сам lex Cornelia.

### Слухання
За правилами римського судочинства позивач і відповідач повинні були самі вимовляти свої промови по пам'яті, читання з листа не допускалося. Однак дозволялося заздалегідь замовити промову у досвідченого юриста або оратора і вивчити її напам'ять. Бізнес з написання таких промов на замовлення був вельми розвинений по всій імперії, саме цим займався в Римі й сам Апулей до повернення на батьківщину.
І позивач, і відповідач отримували певний час для виголошення своїх промов, відповідач у два рази більше, ніж позивач. Час відмірявся водяним годинником (клепсидрою), встановленим в залі суду. Документи, подані сторонами, зачитувалися секретарем суду. На цей час водяний годинник зупиняли (затикали).
«Апологія» дещо відрізняється від стандартної захисної промови того часу тим, що «розповідь» (лат. narratio) перенесено в другу частину, а «спростування» (лат. refutatio) починається відразу після зачитування звинувачень. В цілому ж промова написана живою і яскравою мовою без зайвих мовних і синтаксичних вишукувань, яких так багато в «Метаморфозах». Одне за іншим Апулей спростовує висунуті звинувачення, не упускаючи випадку їдко пройтися по обвинувачам. Не упускає він випадку і застосувати перевірений засіб «завоювання прихильності» лат. captatio benevolentiae), вихваляючи освіченість, спостережливість, справедливість і тонкий розум голови суду Клавдія Максима.

### Підсумок
Саме рішення суду не збереглося, проте очевидно, що для Апулея все закінчилося благополучно. Зі збірки «Флориди» відомо, що він продовжував жити в благополуччі в Африці і навіть пізніше удостоївся пам'ятника на свою честь в Карфагені.

## Літературно-історичне значення
«Апологія» є прекрасним зразком ораторського мистецтва латинською мовою. Для істориків величезне значення мають численні цитати та посилання на грецьких і латинських поетів і письменників. Багато з них відомі лише з «Апології». Також ця промова дає точне уявлення про деталі римського судочинства і безліч історичних деталей провінційного життя Римської імперії середини II століття н. е., у відносно стабільний і благополучний період правління імператора Антоніна Пія.